# Pterolophia subbicolor
Pterolophia subbicolor là một loài bọ cánh cứng trong họ Cerambycidae.